# Bride & Prejudice
Bride & Prejudice is een Indiaas-Brits-Amerikaanse film, gebaseerd op de roman Pride and Prejudice van de Britse schrijfster Jane Austen. De film werd in 2004 uitgebracht. De film is een kruisbestuiving tussen het Amerikaanse Hollywood en het Indiase Bollywood.

## Verhaal
De Indiase familie Bakshi (gebaseerd op de Bennets uit Pride and Prejudice) bestaat uit vader, moeder en vier dochters. Moeder Bakshi is naarstig op zoek naar huwelijkspartners voor haar dochters, en wringt zich in allerlei bochten om ze aan de man te brengen, tot grote ergernis van met name haar tweede dochter, Lalita (gebaseerd op het personage Elizabeth Bennet). Tijdens een bruiloftsfeest ontmoeten Lalita en haar oudere zus Jaya (Jane Bennet) de rijke Brit met Indiase roots Mr. Balraj (Bingley) en de Amerikaan Will Darcy (Fitzwilliam Darcy uit het oorspronkelijke boek). Tussen Jaya en Balraj klikt het direct, maar Lalita en Darcy begrijpen elkaar van meet af aan verkeerd en liggen elkaar niet. Darcy vindt Lalita mooi maar leeghoofdig en bekrompen, en Lalita vindt Darcy een snob. Darcy adviseert Balraj om niet te veel aandacht aan Jaya te besteden, omdat zij volgens hem een fortuinjaagster is. Nadat blijkt dat veel van de meningen (vooroordelen) op misverstanden zijn gebaseerd worden die uit de weg geruimd, en komt Darcy tot de conclusie dat Balraj en Jaya daadwerkelijk om elkaar geven. Hij bekijkt Lalita met andere ogen, en zij hem, wanneer hij Jaya en Lalita's jongste zus Lakhi (gebaseerd op het personage van Lydia Bennet) uit de klauwen van Johnny Wickham (George Wickham) redt. De twee koppels Jaya/Balraj en Lalita/Darcy trouwen aan het einde van de film tijdens een dubbele bruiloft.

## Rolverdeling
| Acteur                | Personage                                               |
| --------------------- | ------------------------------------------------------- |
| Aishwarya Rai         | Lalita Bakshi (gebaseerd op Elizabeth Bennet)           |
| Martin Henderson      | William Darcy (gebaseerd op Mr. Fitzwilliam Darcy)      |
| Nadira Babbar         | Mrs. Bakshi (gebaseerd op Mrs. Bennet)                  |
| Anupam Kher           | Mr. Bakshi (gebaseerd op Mr. Bennet)                    |
| Naveen Andrews        | Mr. Balraj (gebaseerd op Mr. Bingley)                   |
| Namrata Shirodkar     | Jaya Bakshi (gebaseerd op Jane Bennet)                  |
| Daniel Gillies        | Johnny Wickham (gebaseerd op Mr. Wickham)               |
| Indira Varma          | Kiran Balraj (gebaseerd op Caroline Bingley)            |
| Sonali Kulkarni       | Chandra Lamba (gebaseerd op Charlotte Lucas)            |
| Nitin Chandra Ganatra | Mr. Kohli (gebaseerd op Mr. Collins)                    |
| Meghna Kothari        | Maya Bakshi (gebaseerd op Mary Bennet)                  |
| Peeya Rai Chowdhary   | Lakhi Bakshi (gebaseerd op Lydia Bennet)                |
| Alexis Bledel         | Georgina "Georgie" Darcy (gebaseerd op Georgiana Darcy) |
| Marsha Mason          | Catherine Darcy (gebaseerd op Lady Catherine De Bourgh) |
| Ashanti               | zichzelf                                                |
| Harvey Virdi          | Mrs. Lamba (gebaseerd op Mrs. Lucas)                    |
| Shivani Ghai          | Bruid                                                   |
| Georgina Chapman      | Anne (gebaseerd op Anne De Bourgh)                      |
| Harvey Weinstein      | zichzelf (cameo)                                        |

## Tijdlijn
- 17 februari 2005 - Première in Nederland
- 5 juli 2005 - Uitgebracht op video

## Prijzen
- 2004 - British Independent Film Award - Best Achievement in Production (nominatie)
- 2004 - British Independent Film Award - Best Technical Achievement (nominatie)
- 2005 - Golden Trailer - Best Romance (nominatie)